# Dierama pulcherrimum
Dierama pulcherrimum är en irisväxtart som först beskrevs av Joseph Dalton Hooker, och fick sitt nu gällande namn av John Gilbert Baker. Dierama pulcherrimum ingår i släktet Dierama och familjen irisväxter. Inga underarter finns listade i Catalogue of Life.

## Bildgalleri

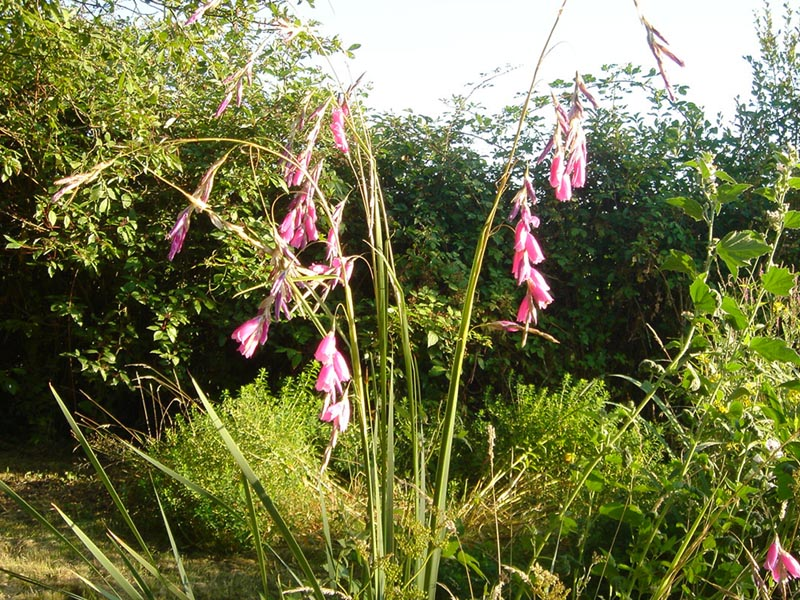
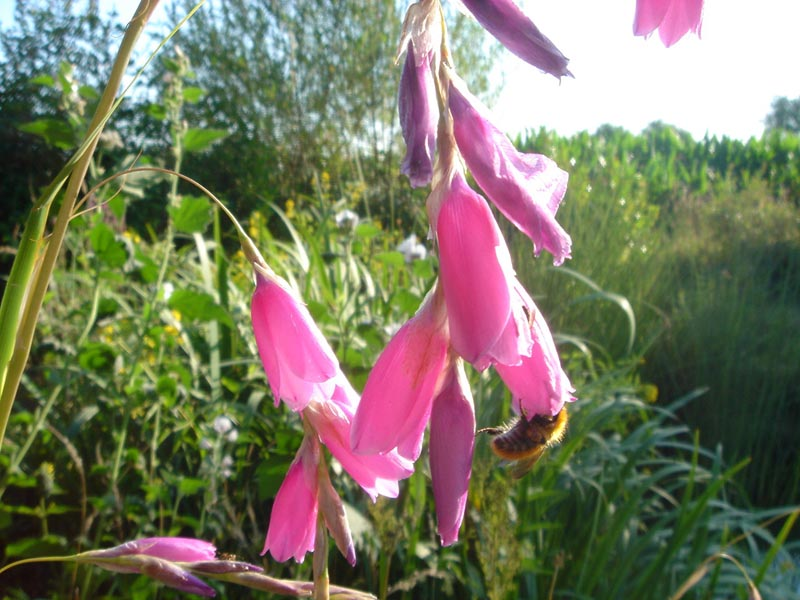